# Nick Leventis

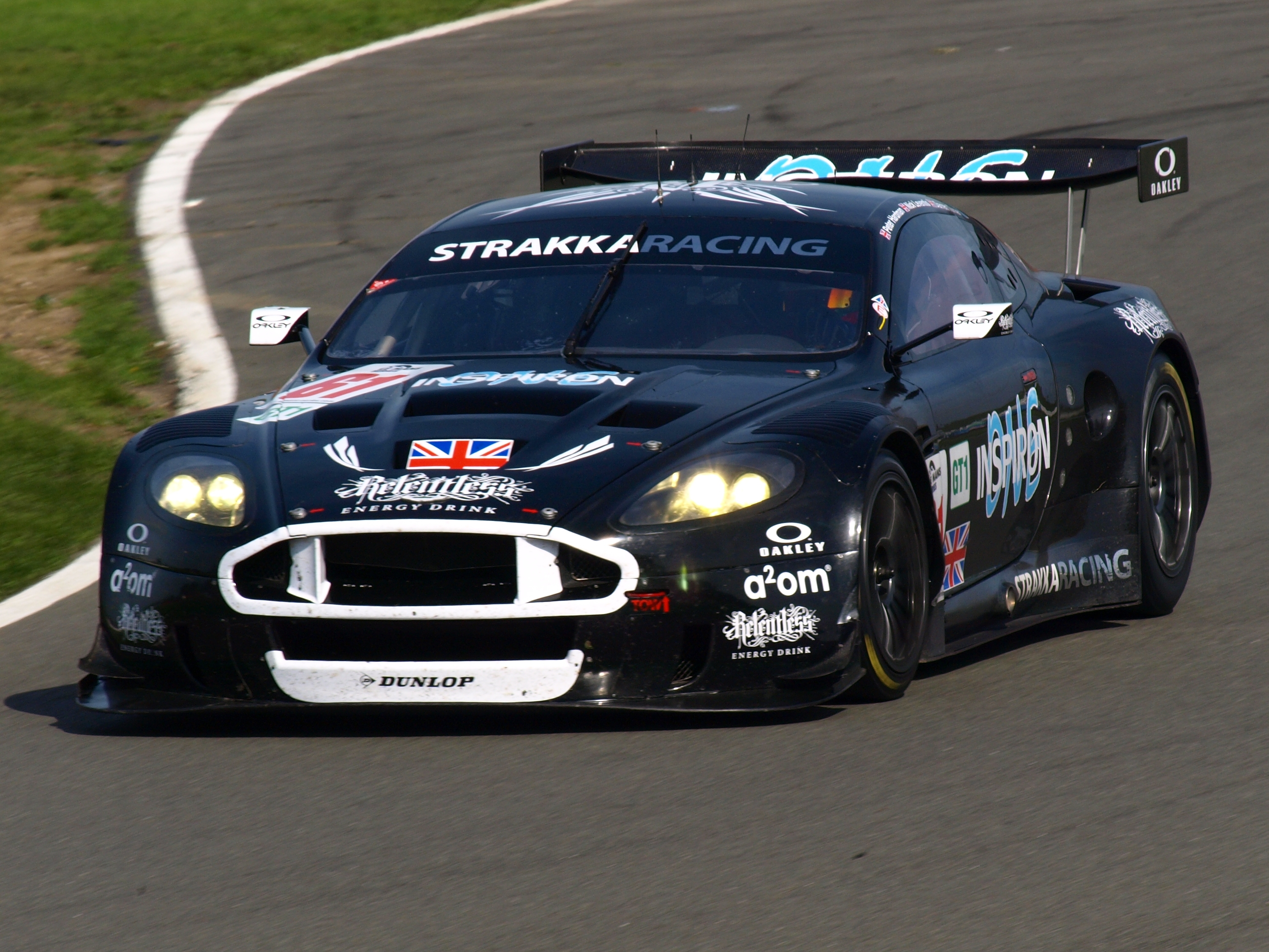
L'Aston Martin DBR9 au 1000 kilomètres de Silverstone 2008

Nick Leventis, né le 31 janvier 1980 à Londres, est un pilote automobile anglais.

## Palmarès
- 24 Heures du Mans
  - vainqueur de la catégorie LMP2 lors des 24 Heures du Mans 2010

- Le Mans Series
  - Trois victoires dans la catégorie LMP2 lors des Le Mans Series 2010